# 衡水湖
37°36′50″N 115°35′30″E / 37.61389°N 115.59167°E
衡水湖，又称千顷洼、千顷洼水库，位于中国河北省衡水市市区西南，所属湖区为海河区，一级流域为海河流域，二级流域为滦河水系。现为中国国家级自然保护区及湿地和鸟类省级自然保护区。衡水湖面积共75平方公里，是华北平原中仅次于白洋淀的第二大淡水湖，也是华北平原惟一保持沼泽、水域、滩涂、草甸和森林等完整湿地生态系统的自然保护区。
衡水湖主要靠不定期的黄河引水补水，一条从南桥闸向东北方向延伸至魏屯镇王口村的湖堤，把湖面划分两半，之间互不流通。